# دارتوت (چوار)
دارتوت (ایلام)، روستایی از توابع بخش چوار شهرستان ایلام در استان ایلام ایران است.

## جمعیت
بر پایه سرشماری عمومی نفوس و مسکن در سال ۱۳۹۵، جمعیت این روستا برابر با ۴۶ نفر (۱۳ خانوار) بوده‌است.